# Pseudonautia vermiculatipes
Pseudonautia vermiculatipes är en insektsart som beskrevs av Marius Descamps 1983. Pseudonautia vermiculatipes ingår i släktet Pseudonautia och familjen Romaleidae. Inga underarter finns listade i Catalogue of Life.